# Великі Будки (Хмелівська сільська громада)
Великі Будки́ — село в Україні, Сумській області, Роменському районі. Населення становить 162 особи. Входить до складу Хмелівської сільської громади. До 2020 орган місцевого самоврядування — Басівська сільська рада.

## Географія
Село Великі Будки розташоване на правобережжі річки Сула в місці де впадає в неї річка Хмелівка, вище за течією на відстані 1.5 км розташоване село Вощилиха, нижче за течією село за 0,5 км розташоване село Залуцьке, на протилежному березі — село Вовківці.

## Історія
- 1932-1933 — село постраждало внаслідок Геноциду-Голодомору українського народу, проведеного урядом СРСР. У селі, під видом розкуркурлення, проводилися масові грабунки з боку комсомольців та інших комуністичних банд.
- 12 червня 2020 року, відповідно до розпорядження Кабінету Міністрів України № 723-р «Про визначення адміністративних центрів та затвердження територій територіальних громад Сумської області», село увійшло до складу Хмелівської сільської громади[1].
- 19 липня 2020 року, в результаті адміністративно-територіальної реформи та ліквідації Роменського району(1930-2020), громада увійшла до складу новоутвореного Роменського району[2].

## Соціальна сфера
- Детячий садок.
- Школа.
- Клуб.
- Будинок культури.
- Фельдшерсько-акушерський пункт.
- Лікарня.
- Спортивний майданчик.
- Стадіон.

## Відомі особистості
В поселенні народився:
- Отришко Ярема Олександрович (1840—1919) — український живописець, портретист і пейзажист.

## Пам'ятники

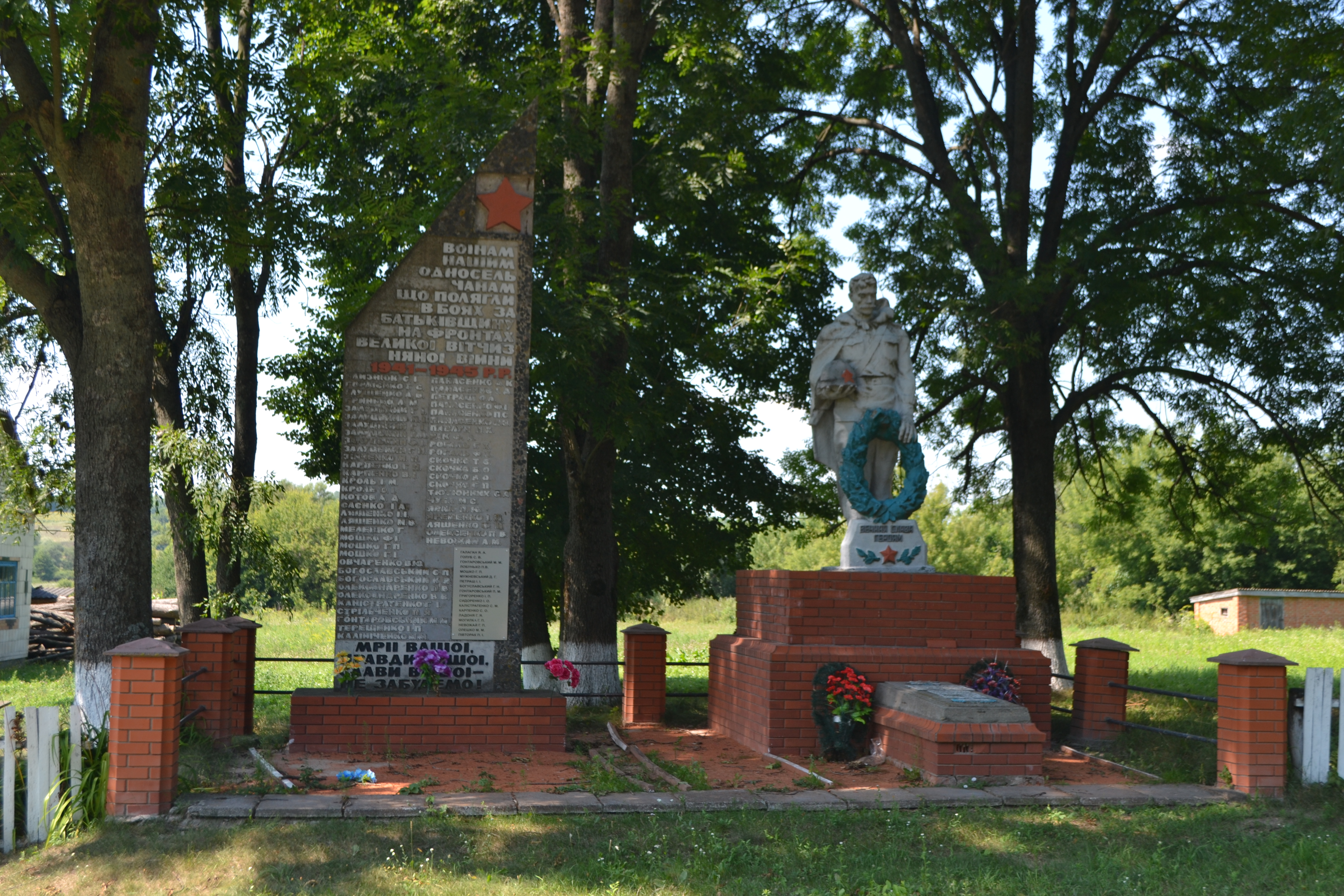
Братська могила радянських воїнів у селі Великі Будки

Братська могила, де поховано солдат, які загинули в роки другої світової війни. Там же перепоховані останки солдатів з Братської могили сусіднього села Вощилиха